# Конькобежный спорт на зимней Универсиаде 1997
Соревнования по конькобежному спорту в рамках зимней Универсиады 1997 года прошли с 24 по 29 января 1997 года на стадионе Чонджу. Официальным талисманом турнира являлась белка Мудол. Название было взято от Муджу, главного места. Программа соревнований по сравнению с предыдущим турниром изменений не претерпела: были разыграны 10 комплектов наград, по 5 у мужчин и женщин.

## Программа
| Дата      | Мужчины | Женщины |
| --------- | ------- | ------- |
| 24 января | -       | 2×500 м |
| 25 января | 2×500 м | -       |
| 26 января | 5000 м  | 3000    |
| 27 января | 1500 м  | 1500 м  |
| 28 января | 1000 м  | 1000 м  |
| 29 января | 10000 м | 5000 м  |

## Медалисты

### Мужчины
| Дистанция | Золото                   | Серебро                    | Бронза                      |
| --------- | ------------------------ | -------------------------- | --------------------------- |
| 2×500 м   | Хироаки Ямакагэ Япония   | Ли Гю Хёк Республика Корея | Кэйдзю Такахаси Япония ITA  |
| 1000 м    | Хироаки Ямакагэ Япония   | Ян Нейбур Нидерланды       | Андре Зондерланд Нидерланды |
| 1500 м    | Ян Нейбур Нидерланды     | Патрик Файлер Нидерланды   | Ли Гю Хёк Республика Корея  |
| 5000 м    | Карл Верхейен Нидерланды | Виталий Новиченко Беларусь | Мамору Исиока Япония        |
| 10000 м   | Карл Верхейен Нидерланды | Йохем Эйтдехаге Нидерланды | Дайсукэ Ёнэкура Япония      |

### Женщины
| Дистанция | Золото                      | Серебро               | Бронза                      |
| --------- | --------------------------- | --------------------- | --------------------------- |
| 2×500 м   | Ян Чуньюань Китай           | Ли Яньцзы Китай       | Чон Хи Джу Республика Корея |
| 1000 м    | Чон Хи Джу Республика Корея | Колетте Зе Нидерланды | Ян Сюй Китай                |
| 1500 м    | Ренате Груневолд Нидерланды | Ян Сюй Китай          | Яёи Нагаока Япония          |
| 3000 м    | Ренате Груневолд Нидерланды | Эми Куроба Япония     | Ян Сюй Китай                |
| 5000 м    | Ренате Груневолд Нидерланды | Эми Куроба Япония     | Пак Чон Ын Республика Корея |

## Медальный зачёт
| Место | Страна           | Золото | Серебро | Бронза | Всего |
| ----- | ---------------- | ------ | ------- | ------ | ----- |
| 1     | Нидерланды       | 6      | 4       | 1      | 11    |
| 2     | Япония           | 2      | 2       | 4      | 8     |
| 3     | Китай            | 1      | 2       | 2      | 5     |
| 4     | Республика Корея | 1      | 1       | 3      | 5     |
| 5     | Беларусь         | 0      | 1       | 0      | 1     |
| Всего | Всего            | 10     | 10      | 10     | 30    |